# Aleutas
Los aleutas son un pueblo aborigen que habitan las islas Aleutianas, las islas Pribilof y las islas Shumagin al extremo occidental de la península de Alaska y  desde el 1825 en las islas del Comandante, cerca de la península de Kamchatka, donde fueron desplazados por la Compañía Ruso-americana.
El nombre aleuta, que fue primeramente usado en 1745 por los comerciantes de pieles rusos de la península de Kamchatka, hace referencia ante todo a las personas de las Islas Aleutianas, quienes se llaman a sí mismos unangan o unangas. Se aplica también por extensión a los yupik del océano Pacífico, quienes se hacen llamar a ellos mismos alutiit (plural de alutiiq), una familiarización de la denominación rusa.
Los aleutas hablan dos dialectos primarios y están estrechamente relacionados tanto física, como culturalmente con los esquimales. Las villas convencionales aleutas, fueron establecidas sobre la orilla del mar cerca del agua dulce, donde la gente cazaba mamíferos marinos, aves, peces, caribúes y osos.
Las mujeres aleutas tejen cestería fina de hierba; trabajando también la piedra, el hueso y el marfil. Después del arribo de los rusos en el siglo XVIII, su población declinó de manera drástica. Unas 6,600 personas afirmaban poseer ascendencia pura aleuta, según el censo estadounidense de 2000.